# Засідка
За́сідка — спосіб дії військ, при якому бойова або розвідувальна група завчасно і скритно розташовується на дорогах руху противника, а потім раптово нападає на нього в цілях знищення, захоплення полонених, документів, зразків озброєння і техніки, а також дезорганізації (зриву) його пересування.
По досвіду бойового застосування розвідувальних підрозділів існує дві категорії засідок:
- підготовлена;
- раптова (з ходу).

Підготовлена засідка — результат отримання вірних даних розвідки про противника і маршрутів його пересування. Це запланований спеціальний захід на заздалегідь відомому або передбачуваному маршруті руху противника. Підготовлена засідка потребує ретельного планування і всестороннього забезпечення.
Раптова засідка — це спосіб дій при різкій зміні обстановки в районі дій розвідувальної групи або надходженню «гарячої» інформації про противника. Раптова засідка це вершина майстерності і бойової злагодженості групи, успішне її проведення можливе лише для групи, спеціально підготовленої для подібних дій. При умілому плануванні і грамотному проведенні засідки, навіть нечисленна група може завдати противнику значних втрат.
Засідка — це найкращий і максимально ефективний спосіб боротьби з противником в його тилу (контрольованому ним районі). Зазвичай вона проводиться групою, але в окремих випадках може проводитися і силами відділення (обслуги-трійки) або загону.
За змістом впливу на противника, існує три основні способи проведення засідки:
- З вогневою дією стрілецької зброї, гранатометів, ПТРК, ручних гранат, мінно-вибухові засоби і так далі. Засідка проводиться для знищення (виводу з буд) живої сили і техніки противника. Підгрупи розташовуються від кількох десятків до декількох сотень метрів від місця пристрою засідки. Засідка з вогневою дією на противника може проводитися:
  - із захопленням полонених, документів, зразків озброєння і техніки
  - з нанесенням противникові лише вогневої поразки, у тому числі і комплексного (із застосуванням авіації і артилерії)
- Без вогневої дії або із застосуванням холодної і безшумної зброї. Засідка проводиться для знищення одиночних машин, нечисленних груп противника і захвату полонених. Підгрупи розташовуються в безпосередній близькості від місця облаштування засідки.
- Із застосуванням лише мінно-вибухових засобів. Засідка проводиться для знищення живої сили і техніки противника. Підгрупи можуть розташовуватися поблизу або на значному видаленні від місця облаштування засідки і не видавати себе своєю присутністю. Цей спосіб застосовується при дезорганізації (зриві) пересування противника, значній перевазі його сил, знищенні дрібних груп противника з їх доглядом або без його проведення, а також для сковування противника з метою подальшого його поразки ударами авіації, ракетних військ і артилерії. Об'єкти нападу:
  - групи противника (піші і на автотранспорті) на марші при зміні районів базування, висуненні в район виконання розвідувально-диверсійних завдань і відході після їх проведення
  - окремі автомашини противника, особовий склад і вантажі, що знаходяться в них;
  - дрібні піші групи противника (зв'язківці, дозори, патрулі, постачальники);
  - командири бойових угрупувань і політичні лідери при переміщенні.